# Jean-Marie Domenach
Jean-Marie Domenach (Lyon, 13 de febrero de 1922 - 5 de julio de 1997) fue un escritor e intelectual francés católico.

## Biografía
Jean-Marie Domenach ingresó a la Universidad para realizar estudios de Letras. Entre 1941 y 1942 fue el líder de la resistencia de los estudiantes de la Universidad de Lyon junto a su amigo Gilbert Dru. En agosto de 1943 se unió a la resistencia clandestina de Vercors y a la Escuela de Cuadros de Uriage. Dirigió en 1945 la revista Aux armes! (¡a las armas!) de las fuerzas francesas del interior.
Secretario de Redacción de la revista personalista Esprit fundada por Emmanuel Mounier, pasó a dirigirla a la muerte de Albert Béguin, desde 1957 hasta 1976.
Con Emmanuel Mounier sostuvo y apoyó en 1949 la aparición de El segundo sexo de Simone de Beauvoir. A partir de los años cincuenta la revista Esprit contribuyó a la creación de una izquierda democrática en Francia apoyando, en particular, a los disidentes del bloque de países comunistas.
Esprit dio a conocer en Francia –después de mayo del año 1968– a Ivan Illich y sus ideas de autonomía, ecología política y convivialidad.
Militante del Movimiento de la paz desde el día en que finalizó la guerra, Domenach luchó por la descolonización en Indochina y en Argelia, apoyando en ello a Charles de Gaulle. El 8 de febrero de 1971 creó, con Michel Foucault y Pierre Vidal-Naquet, el grupo de información sobre las prisiones. Participó en 1974 de las Audiencias del Socialismo ("Assises du socialisme") organizadas por el Partido Socialista. En 1975 apoyó a los boat-people vietnamita, con Raymond Aron y Jean-Paul Sartre.
Director de estudios del Centro de formación de los periodistas entre 1978-1980, y en seguida, de 1980 a 1987, profesor de Humanidades y Ciencias Sociales en la Escuela Politécnica donde realizó el conocido curso  "Aproximaciones a la Modernidad".
Con Jean-Pierre Dupuy fundó en 1982 sobre las reflexiones de Jean Ullmo un centro de investigación en ciencias cognitivas y epistemología -el CREA– y una parte de sus trabajos estuvieron consagrados al pensamiento de René Girard.
Escribió crónicas en muchas revistas, por ejemplo, en la canadiense MacLean, L'Expansion, et France Catholique. Participó en el club "Politique autrement" (Política de otra manera).
Es padre del político y especialista en China Jean-Luc Domenach.

## Ensayos
- La Propagande politique (PUF, 1950)
- Emmanuel Mounier. Paris, (Éditions du Seuil, 1972).
- Des idées pour la politique (Éditions du Seuil, 1988)
- Le Crépuscule de la culture française? (Plon, 1995)